# SPOJ
SPOJ (ang. Sphere Online Judge) – serwis typu online judge, umożliwiający sprawdzenie swoich umiejętności programistycznych poprzez rozwiązywanie problemów. Serwis zawiera szereg problemów różnej trudności, które można rozwiązać w różnych językach programowania. Rozwiązaniem jest kod źródłowy programu napisanego w wybranym języku programowania. Odpowiedzi wysyła się do serwisu poprzez specjalny formularz.
Do rozwiązania jest ponad 8000 problemów sformułowanych m.in. w językach: polskim, angielskim, portugalskim i po wietnamsku. Można wysyłać kody źródłowe w 55 językach programowania, jest możliwość organizowania własnych konkursów.
SPOJ jest używany do prowadzenia zajęć dydaktycznych z programowania i algorytmiki jako narzędzie do wstępnej, automatycznej oceny programów między innymi naPolitechnice Poznańskiej, Akademii Marynarki Wojennej w Gdyni, Wyższej Szkole Bankowej w Gdańsku, Uniwersytecie w Ulm, VI LO w Bydgoszczy, Uniwersytecie w Ułan Bator,V LO w Gdańsku oraz w LO w Lubaczowie; przez grupy przygotowujące się do takich zawodów w programowaniu jak Akademickie Mistrzostwa Świata w Programowaniu Zespołowym (Massachusetts Institute of Technology, Iowa State University, IIIT Hyderabad, IIIT Allahabad, Anna University, i inne) oraz do przeprowadzenia konkursów, w tym rekrutacyjnych.